# Dispositivo intrauterino
Um dispositivo intrauterino (DIU), também conhecido como dispositivo contraceptivo intrauterino (DCI), é um pequeno dispositivo contraceptivo, geralmente em formato de T, que é inserido no útero para prevenir a gravidez. O DIU é um método contraceptivo reversível e de longa duração.
Os DIUs de cobre têm uma taxa de falha de cerca de 0,8% no primeiro ano. Já os DIUs hormonais com levonorgestrel têm uma taxa de falha de 0,2% no primeiro ano.  Comparativamente, a esterilização masculina e o preservativo masculino têm uma taxa de falha de 0,15% e 15%, respectivamente.
Os DIUs são seguros e eficazes também durante a adolescência e em mulheres que nunca tiveram filhos. Assim que um DIU é removido, mesmo após utilização prolongada, a fertilidade regressa rapidamente ao normal.
Entre todos os métodos contraceptivos, os DIUs e os implantes contraceptivos são os que apresentam maior satisfação entre os utilizadores. Os DIUs de cobre podem ainda ser usados como contracepção de emergência no prazo de cinco dias após uma relação sexual desprotegida.

## História do DIU

### Antiguidade (400 a. C.)
Considera-se Hipócrates (século IV a. C.) o precursor do dispositivo intrauterino, uma vez que ele descobriu o efeito anticoncepcional derivado da colocação de um corpo estranho no interior do útero de alguns animais. Conta-se que eram inseridos objetos no útero das mulheres por meio de um tubo de chumbo.

### 1909
O primeiro DIU foi desenvolvido em 1909 pelo médico alemão Richard Richter, de Waldenburg. O seu dispositivo era feito de tripa de bicho-da-seda e não foi amplamente utilizado. Ao contrário dos dispositivos intrauterinos modernos, os primeiros dispositivos interuterinos (do latim inter-, que significa "entre", em oposição a intra-) atravessavam tanto a vagina quanto o útero, causando uma alta taxa de doença inflamatória pélvica.

### 1929
O médico alemão Ernst Gräfenberg (que dá nome ao ponto G) criou o primeiro DIU de anel. O anel de Gräfenberg, como foi chamado, era feito de filamentos de prata. Porém, a substituição dos pessários teve dificuldade em convencer os ginecologistas da época. Seu trabalho foi reprimido durante o regime nazista, quando a contracepção era considerada uma ameaça às mulheres arianas. Ele se mudou para os Estados Unidos, onde seus colegas H. Hall e M. Stone retomaram seu trabalho após sua morte e criaram o Anel Hall-Stone de aço inoxidável.

### 1959
Duas comunicações sobre bons resultados obtidos em Israel e no Japão reacenderam o interesse pelo DIU enquanto método contraceptivo. Em Israel, um estudo comparou a eficácia de um anel de prata e de um anel de crina de cavalo. Já no Japão, o médico Tenrei Ota também desenvolveu um DIU de prata ou ouro, chamado anel Precea (traduzido como anel de pressão) ou anel Ōta.

### 1960
O obstetra Lazar C. Margulies projetou um DIU de plástico, utilizando termoplásticos, em formato de espiral. Sua inovação permitiu a inserção do DIU no útero sem a necessidade de dilatar o cérvix.

### 1962
Em 1962, Jack Lippes deu a ele um formato de S duplo e adicionou dois fios de náilon para facilitar a remoção. Seu DIU Lippes Loop, com formato trapezoidal, tornou-se um dos DIUs de primeira geração mais populares. Lippes ajudou a iniciar o aumento do uso de DIU nos Estados Unidos.

### Décadas de 1960 e 1970
A invenção do DIU de cobre na década de 1960 trouxe consigo o design em forma de "T" maiúsculo usado pela maioria dos DIUs modernos. O médico americano Howard Tatum determinou que o formato em "T" se adaptaria melhor ao formato do útero, que forma um "T" quando contraído. Ele previu que isso reduziria as taxas de expulsão do DIU.[8] Juntos, Tatum e o médico chileno Jaime Zipper descobriram que o cobre poderia ser um espermicida eficaz e desenvolveram o primeiro DIU de cobre, o TCu200. Os aprimoramentos de Tatum levaram à criação do TCu380A (ParaGard), que é atualmente o DIU de cobre preferido.
O DIU hormonal também foi inventado nas décadas de 1960 e 1970. Inicialmente, o objetivo era atenuar o aumento da menstruação vaginal associado aos DIUs de cobre e aos DIUs inertes. O primeiro modelo, Progestasert, foi concebido por Antonio Scommegna e criado por Tapani J. V. Luukkainen, mas o dispositivo durou apenas um ano de uso. Um DIU hormonal comercial atualmente disponível, o Mirena, também foi desenvolvido por Luukkainen e lançado em 1976. A fabricante do Mirena, a Bayer AG, tornou-se alvo de vários processos judiciais por alegações de que a Bayer não alertou adequadamente as usuárias sobre a possibilidade de o DIU perfurar o útero e migrar para outras partes do corpo.
Além disso, nas décadas de 1960 e 1970, muitos DIUs de plástico com formatos diferentes foram inventados e comercializados. Entre eles, estava o Dalkon Shield, cujo design inadequado causou infecção bacteriana e levou a mortes indiretas e milhares de processos judiciais. O caso do Dalkon Shield foi julgado na década de 1970, o que interrompeu temporariamente seu uso. Embora o Dalkon Shield tenha sido retirado do mercado, ele teve um impacto negativo duradouro no uso e na reputação do DIU nos Estados Unidos. Os DIUs modernos são mais seguros e as complicações são raras.

## Tipos de DIU

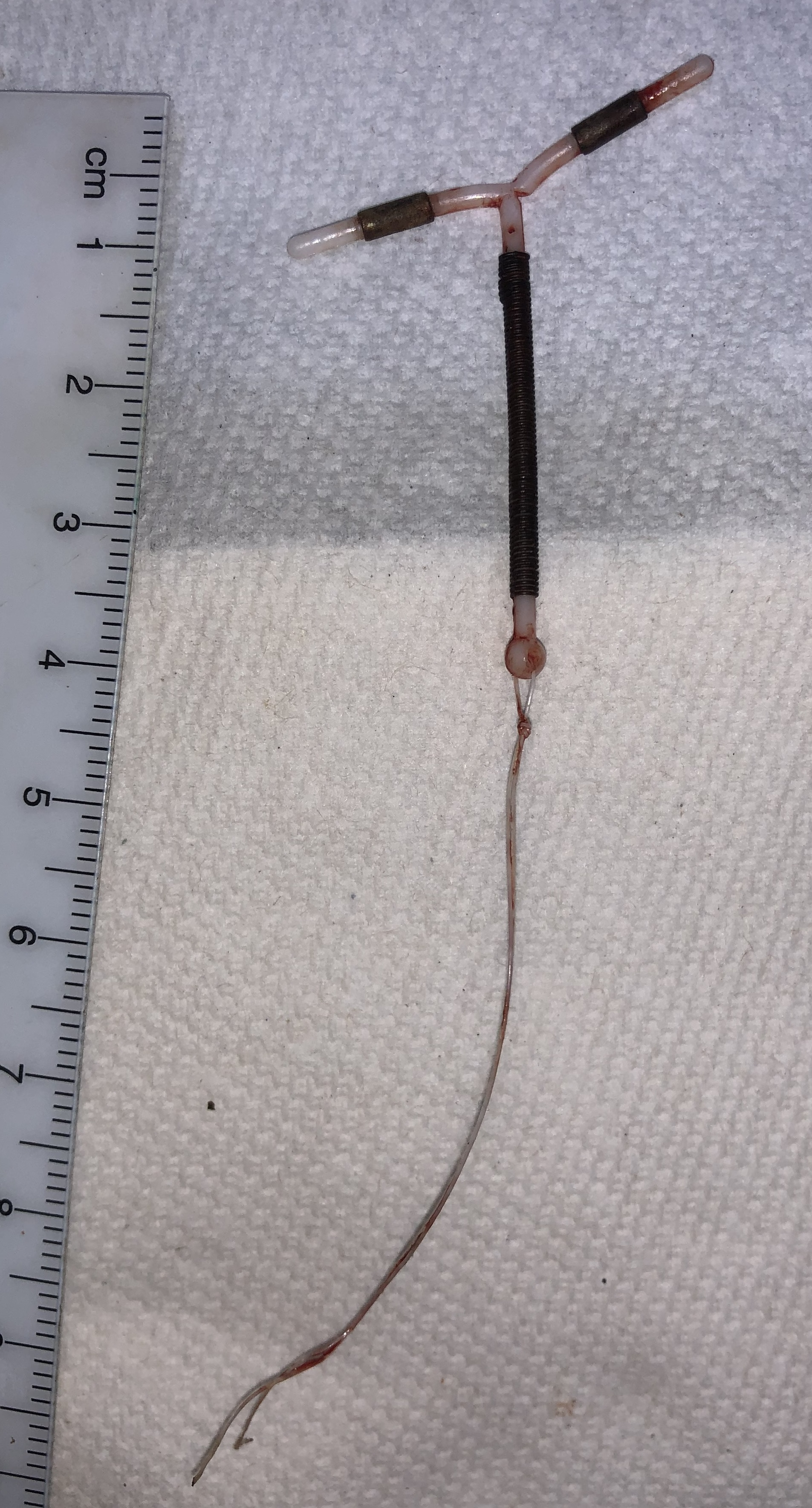
DIU de cobre.

Os principais tipos de DIU (Dispositivo Intrauterino) são o DIU de cobre e o DIU hormonal. Mas existem, também, os DIUs de ouro, de prata, de aço inoxidável e de plástico.

### DIU de cobre
A maioria dos DIUs de cobre tem uma estrutura em forma de T enrolada com fio de cobre eletrolítico puro e/ou possui colares (mangas) de cobre. Os braços da estrutura mantêm o DIU no lugar próximo à parte superior do útero. Esses dispositivos intrauterinos geralmente vêm com um nome que consiste em uma marca registrada e um número. O número corresponde aproximadamente à área de superfície coberta com cobre e é expresso em mm2. O Paragard TCu 380a mede 32 mm (1,26") horizontalmente (parte superior do T) e 36 mm (1,42") verticalmente (perna do T). Os DIUs de cobre têm uma taxa de falha no primeiro ano que varia de 0,1 a 2,2%.
O DIU de cobre libera íons de cobre, que são tóxicos para os espermatozoides e interrompem sua motilidade, impedindo-os de se unirem ao óvulo. Ele também faz com que o útero e as Trompas de Falópio produzam um fluido que contém íons de cobre, prostaglandinas, enzimas e glóbulos brancos, atuando como um espermicida dentro do útero. O aumento de íons de cobre no muco cervical inibe a motilidade e a viabilidade do esperma, impedindo que ele viaje pelo muco cervical ou destruindo-o ao passar. O cobre também pode alterar o revestimento endometrial e estudos mostrem que, embora essa alteração possa impedir a implantação de um óvulo fertilizado ("blastocisto"), não pode romper um DIU já implantado.

#### Eficácia
Um DIU de cobre pode permanecer no local com a mesma eficácia por um período de 5 a 10 anos, dependendo do modelo. Dados de eficácia em larga escala, em estudos randomizados realizados por vários centros internacionais e em estudos comparativos não randomizados de longo prazo com a versão padrão do GyneFix 330 e com a versão reduzida do Gynefix 220, foram realizados em 15.000 mulheres-ano de exposição em mulheres nulíparas e multíparas. Eles demonstram que esses DIUs são sistemas contraceptivos intrauterinos muito eficazes.
As taxas de falha variam de 0% a 2,5% (taxa cumulativa) do primeiro ano até 9 anos. Esta eficácia a longo prazo foi confirmada num ensaio clínico aleatório comparável realizado pela Organização Mundial de Saúde. No entanto, essas são médias, e a eficiência é menor à medida que a área da superfície do cobre diminui. O modelo Nova T 200, que não continha cobre suficiente e cuja eficiência caiu para 94% após três anos (mesmo tendo sido instalado durante 5 anos), foi retirado do mercado em 2007. Em 2019, a Vidal lista apenas os modelos 375 e 380.

#### Vantagens e desvantagens
As vantagens do DIU de cobre incluem sua capacidade de fornecer contracepção de emergência até cinco dias após a relação sexual desprotegida. É a forma mais eficaz de contracepção de emergência disponível. Ele funciona impedindo a fecundação ou a implantação, mas não afeta os embriões já implantados. Não contém hormônios, portanto, pode ser usado durante a amamentação. A fertilidade retorna rapidamente após a remoção.
O DIU de cobre é indicado como um método contraceptivo alternativo aos anticoncepcionais hormonais para prevenir seus efeitos adversos a curto ou longo prazo. Os DIUs de cobre também duram mais e estão disponíveis em uma gama maior de tamanhos e formatos do que os DIUs hormonais.
As desvantagens incluem a possibilidade de períodos menstruais mais intensos e cólicas mais dolorosas. As cólicas podem ser aliviadas com anti-inflamatórios não esteroides.
Ao contrário dos preservativos, o DIU não protege contra infecções sexualmente transmissíveis. Os DIUs modernos não causam infertilidade nem dificultam a gravidez da mulher, e a fertilidade geralmente retorna alguns dias após a remoção.

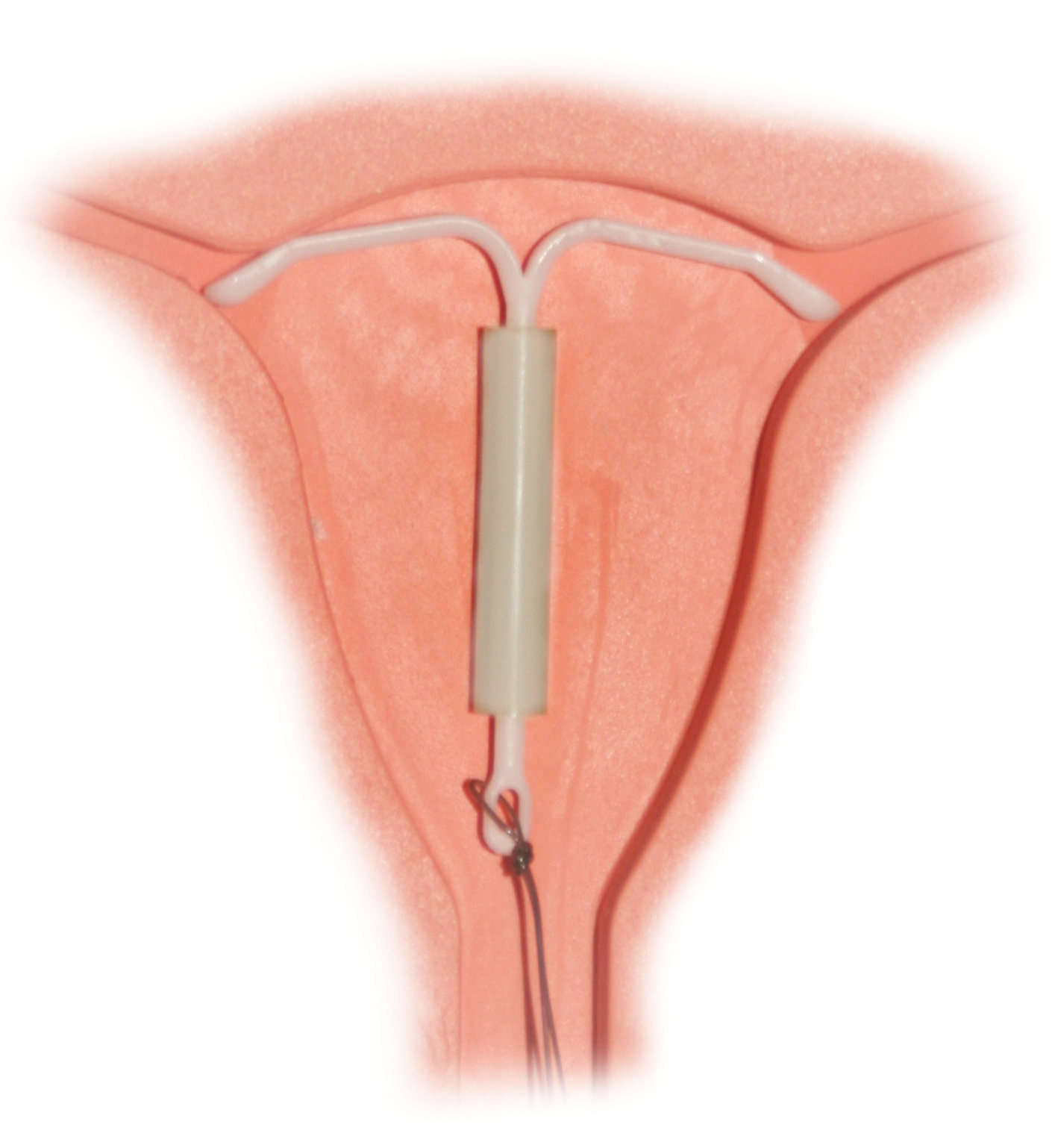
DIU hormonal (Mirena) dentro do útero.

### DIU hormonal
O DIU hormonal, também chamado de Sistema Uterino com Levonorgestrel (SIULNG), é um dispositivo pequeno, feito de plástico em forma de T, que é colocado no interior do útero. O cilindro do DIU é revestido com uma membrana que libera continuamente uma pequena quantidade do hormônio progesterona.
O DIU hormonal funciona principalmente impedindo a fertilização. Ele libera uma pequena quantidade de levonorgestrel, um progestágeno, dentro do útero. O progestogênio atua espessando o muco cervical e impedindo que os espermatozoides cheguem às Trompas de Falópio. Logo, o principal mecanismo de ação é tornar o interior do útero inabitável para os espermatozoides. O DIU hormonal também pode, às vezes, impedir a ovulação. Cada tipo de DIU hormonal varia em tamanho, quantidade de levonorgestrel liberada e duração.
O DIU hormonal também pode afinar o revestimento endometrial e potencialmente prejudicar a implantação, mas esta não é sua função habitual. Como afinam o revestimento endometrial, também podem reduzir ou até mesmo prevenir o sangramento menstrual. Como resultado, são usados para tratar menorragia (menstruação intensa), uma vez descartadas as causas patológicas da menorragia (como pólipos uterinos).
No Brasil, o DIU hormonal é comercializado com os nomes Mirena® ou Kyleena®. A diferença entre eles está no tamanho e na quantidade de hormônio que cada DIU libera.O Mirena® é um pouco maior que o Kyleena® e, consequentemente, libera mais hormônio.

#### Eficácia
O DIU hormonal tem uma taxa de eficácia de 99,8% e é considerado um dos métodos contraceptivos mais eficazes. A taxa de falha varia apenas entre 0,1% e 0,4% no primeiro ano de uso. Ou seja, cerca de 2 a cada 1000 mulheres usuárias de DIU engravidam por ano com o DIU hormonal e 8 a cada 1000 mulheres engravidam por ano com de cobre. Para fins de comparação, 3 em cada 100 mulheres usuárias de pílula engravidam por ano e 16 em cada 100 mulheres usuárias de preservativo engravidam por ano.

#### Vantagens e desvantagens
O DIU hormonal pode ser utilizado em casos de hipermenorreia idiopática (menstruação intensa), mioma, endometriose e adenomiose. Tal como os contraceptivos orais, pode induzir uma redução da duração e do fluxo dos períodos, ou mesmo amenorreia (desaparecimento dos períodos).
Em um estudo de 10 anos, o DIU de levonorgestrel demonstrou ser tão eficaz quanto medicamentos orais (ácido tranexâmico, ácido mefenâmico, combinação de estrogênio-progesterona ou progesterona isolada); a mesma proporção de mulheres não havia se submetido a cirurgia para sangramento intenso e apresentou melhora semelhante em sua qualidade de vida.
Embora o DIU hormonal possa diminuir o período menstrual ou interromper a menstruação, as mulheres e pessoas que menstruam podem ter escapes durante vários meses e pode levar até três meses para que se verifique uma diminuição de 90% no período. As cólicas podem ser aliviadas com anti-inflamatórios não esteroides.
Outras vantagens são que a progestina liberada pelos DIUs hormonais atua principalmente localmente e o o uso do Mirena resulta em níveis sistêmicos de progestogênio muito mais baixos do que outros anticoncepcionais com doses muito baixas de progestogênio. O Kyleena tem doses ainda mais baixas que o Mirena.
Os DIUs modernos não causam infertilidade nem dificultam a gravidez da mulher, e a fertilidade geralmente retorna alguns dias após a remoção.
Entre as desvantagens, estão: os DIUs com progestagênio conferem um risco aumentado de cistos ovarianos. O Mirena lista entre seus efeitos colaterais alterações na saúde mental, incluindo nervosismo, humor deprimido ou alterações de humor. O DIU hormonal não é adequado para contracepção pós-coito. E, ao contrário dos preservativos, o DIU não protege contra infecções sexualmente transmissíveis.

### DIU inerte
Os DIUs inertes não possuem um componente bioativo. Eles são feitos de materiais inertes, como aço inoxidável (como o anel de aço inoxidável, um anel flexível de espirais de aço que pode se deformar para ser inserido no colo do útero) ou plástico (como o Lippes Loop, que pode ser inserido através do colo do útero em uma cânula e assume um formato trapezoidal dentro do útero).
Seu mecanismo de ação primário é induzir uma reação local de corpo estranho, o que torna o ambiente uterino hostil tanto ao esperma quanto à implantação do embrião. Eles podem apresentar taxas mais altas de prevenção da gravidez após a fertilização, em vez de antes da fertilização, em comparação com os DIUs de cobre ou hormonais.

#### Vantagens e desvantagens
São menos eficazes do que os DIUs de cobre ou os DIUs hormonais, com um perfil de efeitos colaterais semelhante ao dos DIUs de cobre. Ainda não são autorizados em todos os países. Não possuem um fio para remoção, o que pode representar um desafio para profissionais de saúde não familiarizados com os tipos de DIU não disponíveis em sua região.

### Outros tipos de DIU
DIUs que contêm ouro ou prata também existem. Outros formatos de DIU incluem os chamados DIUs em forma de U, como o Load e o Multiload, e os DIUs sem armação, que contêm várias minúsculas esferas cilíndricas ocas de cobre. Os DIUs sem armação são mantido no lugar por uma sutura (nó) ao fundo do útero e estão disponíveis principalmente na China e na Europa. Um DIU de cobre com estrutura, denominado DIU SCu300, apresenta molas quando implantado e forma uma forma esférica tridimensional. É baseado em um núcleo de liga de níquel-titânio com memória de forma. Além dos DIUs de cobre, metais nobres e progestogênio, mulheres e pessoas que menstruam na China podem obter DIUs de cobre com indometacina. Este composto não hormonal reduz a gravidade do sangramento menstrual, e essas molas são populares.
|                                 | Cobre                                      | Mirena | Kyleena |
| ------------------------------- | ------------------------------------------ | --- | --- |
| Hormônio (total no dispositivo) | Nenhum                                     | 52 mg levonorgestrel | 19.5 mg levonorgestrel |
| Quantidade liberada             | Nenhuma                                    | 20 μg/dia | 16 μg/dia |
| Eficácia aprovada               | 10 anos                                    | 5 anos | 5 anos |
| Mecanismo de ação               | Cobre tóxico para os espermatozoides       | - O levonorgestrel engrossa o muco cervical, impedindo que os espermatozoides cheguem ao óvulo; - Às vezes, impede a ovulação. | - O levonorgestrel engrossa o muco cervical, impedindo que os espermatozoides cheguem ao óvulo; - Às vezes, impede a ovulação. |
| Vantagens entre os DIUs         | Sem hormônios; Contracepção de emergência. | - Várias opções de níveis hormonais; - Menstruação mais leve após 3 meses; algumas usuárias apresentam amenorreia.             | - Várias opções de níveis hormonais; - Menstruação mais leve após 3 meses; algumas usuárias apresentam amenorreia.             |
| Desvantagens entre os DIUs      | Fluxo menstrual mais intenso e cólicas     | Cistos ovarianos | Cistos ovarianos |

## Efeitos colaterais
Independentemente do tipo de DIU, existem alguns efeitos colaterais potenciais que são semelhantes para todos os DIUs. Alguns desses efeitos colaterais incluem alterações no padrão de sangramento, expulsão e doença inflamatória pélvica (especialmente nos primeiros 21 dias após a inserção).
A ocorrência de migração do DIU é rara, com taxas relatadas na literatura médica variando entre 0,1% e 0,9%. No entanto, quando ocorre migração, pode levar a complicações graves, como perfuração uterina e, em casos raros, perfuração da bexiga. A perfuração da bexiga, embora incomum (afetando apenas 2% dos DIUs deslocados), pode resultar em sintomas como frequência urinária, hematúria e formação de cálculos, frequentemente necessitando de intervenção cirúrgica para remoção. Monitoramento e exames de imagem regulares, como ultrassonografia ou tomografia computadorizada, são recomendados para detectar precocemente tais complicações e garantir o tratamento oportuno.
Os fabricantes de coletores menstruais recomendam a mulheres e pessoas que menstruam que usam DIU e estejam considerando usar coletores menstruais, que consultem seus ginecologistas antes do uso. Houve casos raros em que mulheres usando DIU os deslocaram ao remover seus coletores menstruais; no entanto, isso também pode acontecer com o uso de absorventes internos. Apesar dos relatos, até 2023, não havia consenso científico sobre se o uso do coletor menstrual aumenta o risco de expulsão do DIU; estudos mais rigorosos são necessários.
Uma pequena probabilidade de gravidez permanece após a inserção do DIU e, quando isso ocorre, há um risco maior de gravidez ectópica.
Ao contrário dos preservativos, o DIU não protege contra infecções sexualmente transmissíveis.
Os DIUs modernos não causam aumento de infecção. No entanto, como acontece com qualquer intervenção médica, os DIUs podem levar a um aumento do risco de infecção imediatamente após a inserção.

### DIU de cobre
Os efeitos colaterais associados ao uso do DIU de cobre são:
- períodos menstruais mais intensos e dolorosos;
- dor fora da menstruação e/ou durante a relação sexual;
- diminuição da libido;
- envenenamento por cobre;
- deficiências de ferro.

Também existe certa preocupação entre as mulheres com a sensibilidade ao metal do cobre ou níquel pela possibilidade de uma reação adversa ao DIU. O metal usado é 99,99% cobre, e um estúdio encontrou um conteúdo máximo de níquel de 0,001%. Devido ao fato de o níquel ter um elevado potencial alérgico, alguns pesquisadores sugerem que mesmo essas minúsculas quantidades podem causar problemas. Alguns relatórios apresentam casos de dermatite eczematosa e urticária em um pequeno grupo de pacientes com cobre ou níquel por absorção sistêmica.

### DIU hormonal
Dispositivos intrauterinos de levonorgestrel (DIU-LNG) têm sido associados a sintomas psiquiátricos, incluindo depressão, ansiedade e ideação suicida, particularmente em adolescentes e mulheres jovens, embora as evidências permaneçam conflitantes. Alguns estudos relatam aumento dos sintomas depressivos e de ansiedade, potencialmente associados à sensibilização do eixo hipotálamo-hipófise-adrenal (HPA) e níveis elevados de cortisol, enquanto outros não encontram associação ou até mesmo redução dos sintomas.
Algumas mulheres apresentam amenorreia, ou ausência de menstruação, enquanto usam um DIU. Isso porque os DIUs tendem a afinar o revestimento do útero, levando a uma menor quantidade de menstruação ou à ausência total de menstruação. Existe uma condição conhecida como síndrome dos ovários policísticos (SOP), que causa a ausência de menstruação nas mulheres e pode levar a um risco aumentado de câncer endometrial. No entanto, o DIU causa o afinamento do revestimento endometrial do útero, o oposto do que ocorre na SOP.
Além disso, os efeitos colaterais associados ao uso do DIU hormonal são:
- dores de cabeça;
- depressão;
- perda de cabelo;
- acne;
- dor abdominal;
- diminuição da libido;
- ondas de calor;
- ganho de peso;
- astenia; e
- seborreia[55].

Além dos sintomas mencionados, de acordo com um estudo publicado em outubro de 2024 no JAMA Network, que comparou mais de 78.590 mulheres dinamarquesas com idades entre 15 e 49 anos que usavam um DIU hormonal com mais de 78.000 outras mulheres que não usavam esse contraceptivo, aquelas que usavam um DIU hormonal tinham um risco 40% maior de desenvolver câncer de mama.

## Indicações e contraindicações

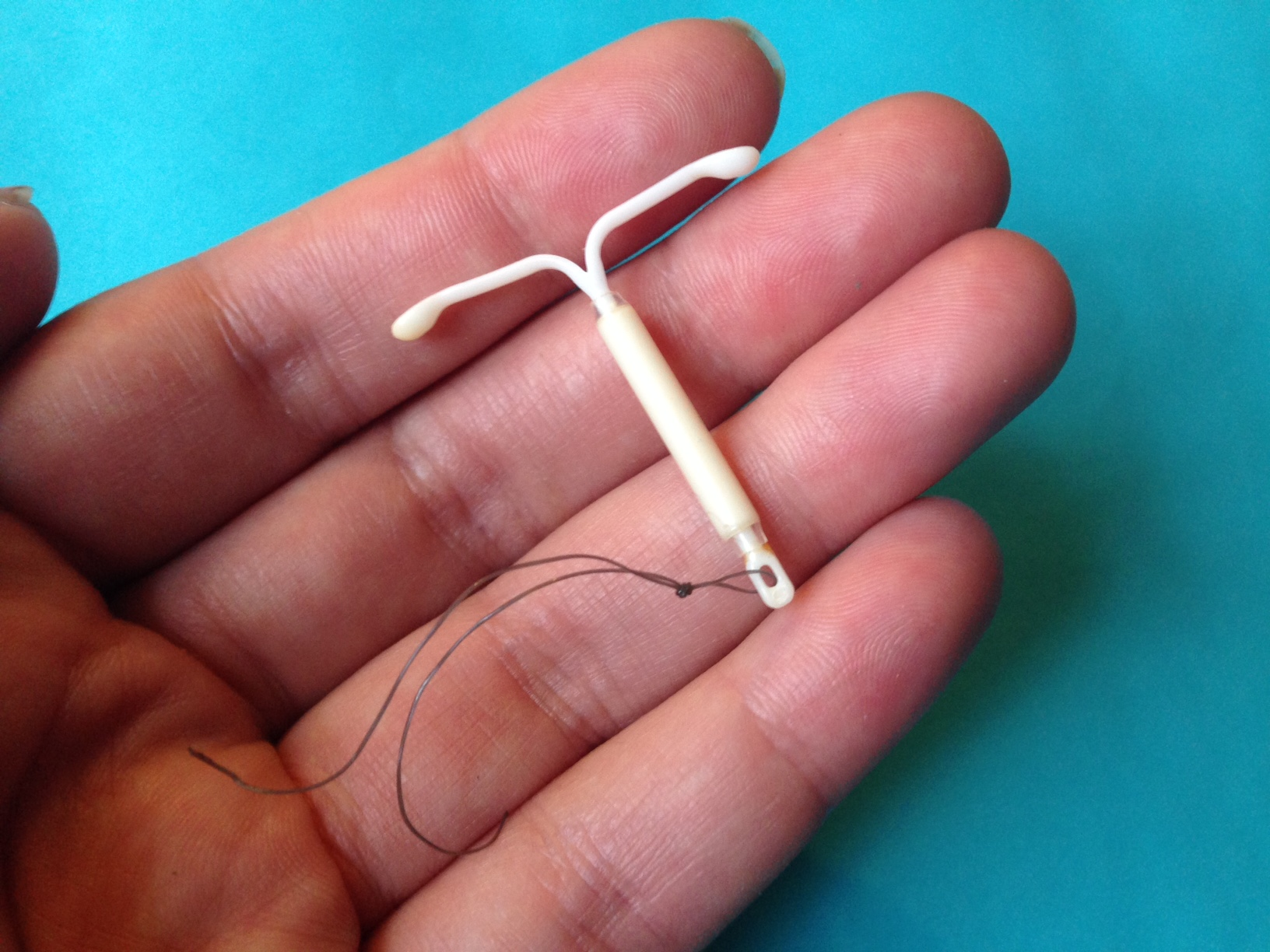
DIU Mirena.

De acordo com os Critérios de Elegibilidade Médica para Uso de Contraceptivos dos EUA, publicados pelo CDC, o DIU é indicado para mulheres com mais de 20 anos e aquelas que já deram à luz. Elas são colocadas na categoria 1, o que significa que não há preocupações especiais quanto ao uso.
Mulheres e pessoas que menstruam com menos de 20 anos e/ou que não deram à luz são classificadas na categoria 2 para uso de DIU, principalmente devido ao "risco de expulsão por nuliparidade e de DSTs decorrentes do comportamento sexual em faixas etárias mais jovens". De acordo com o CDC, os benefícios geralmente superam os riscos, e os DIUs são recomendados para mulheres jovens e nulíparas, embora possa ser necessária uma atenção mais cuidadosa.
A Organização Mundial para a Saúde e seu capítulo Critérios de Elegibilidade Médica para o Uso de Contraceptivos e a Faculdade de Planejamento Familiar e Saúde Reprodutiva do Colégio Real de Obstetras e Ginecólogos têm uma lista das seguintes condições em que a inserção de um DIU não é normalmente recomendada (categoria 3) ou condições onde um DIU não deve ser inserido (categoria 4):

### Categoria 3
Condições onde os riscos teóricos ou comprovados pelo general filho do prefeito peso que as vendas da inserção de um DIU:
- Puerpério entre 48 horas e 4 semanas por ter um risco aumentado de expulsão;
- Doença trofoblástica gestacional benigna;
- Câncer de ovário;
- Probabilidade individual elevada de uma exposição recente a gonorreia ou clamídia transmitida sexualmente;
- AIDs (a menos que esteja clinicamente bem estabelecida uma terapia antirretroviral).

### Categoria 4
Condições que representam um risco não aceitável para a saúde caso um DIU seja inserido:
- Gravidez;
- Puerpério pós-parto séptico;
- Aborto imediatamente pós-séptico;
- Doença trofoblástica gestacional maligna;
- Câncer de endométrio;
- Distorções na cavidade uterina por causa de fibromas uterinos ou anormalidades anatômicas;
- Doença inflamatória pélvica atual;
- Cervicite purulenta real, infecção por clamídia ou gonorreia;
- Tuberculose pélvica.

## Inserção e remoção do DIU

Remoção de DIU.

A inserção do DIU pode ocorrer em vários momentos da vida reprodutiva da usuária:
- A inserção de intervalo, a mais comum, ocorre distante da gravidez;
- A inserção pós-aborto, seja ele um aborto induzido ou espontâneo, quando se sabe que o útero está vazio;
- A inserção pós-parto ocorre após o parto, seja imediatamente, enquanto a mulher ainda está no hospital, ou tardiamente, até 6 semanas após o parto, após parto vaginal ou cesárea. O momento da inserção altera o risco de expulsão do DIU.[58][59][60][61][62]

Durante o procedimento de inserção, os profissionais de saúde utilizam um espéculo para localizar o colo do útero (a abertura para o útero), pinçam o colo para estabilizá-lo aberto com um tenáculo e, em seguida, utilizam um dispositivo de inserção para colocar o DIU no útero. O dispositivo de inserção atravessa o colo do útero. Um estabilizador cervical de sucção pode ser usado no lugar do tenáculo padrão para manter o colo do útero aberto durante o procedimento de inserção do DIU. O procedimento em si, se não for complicado, não deve levar mais de cinco a dez minutos.
Para a inserção pós-parto imediata, o DIU é inserido após a remoção da placenta do útero. O útero é maior do que o normal após o parto, o que tem implicações importantes para a inserção. Após partos vaginais, as inserções podem ser feitas com fórceps placentário, um dispositivo de inserção mais longo, especializado para inserções pós-parto, ou manualmente, onde o profissional de saúde usa a mão para inserir o DIU no útero. Após cesáreas, o DIU é inserido no útero com fórceps ou manualmente durante a cirurgia, antes da sutura da incisão uterina.
Geralmente, a remoção é simples e, segundo relatos, não é tão dolorosa quanto a inserção, pois não há necessidade de um instrumento que passe pelo colo do útero. Esse processo exige que o profissional de saúde localize o colo do útero com um espéculo e, em seguida, utilize uma pinça anelar, que entra apenas na vagina, para segurar os fios do DIU e, em seguida, retirá-lo.

### Experiência da paciente

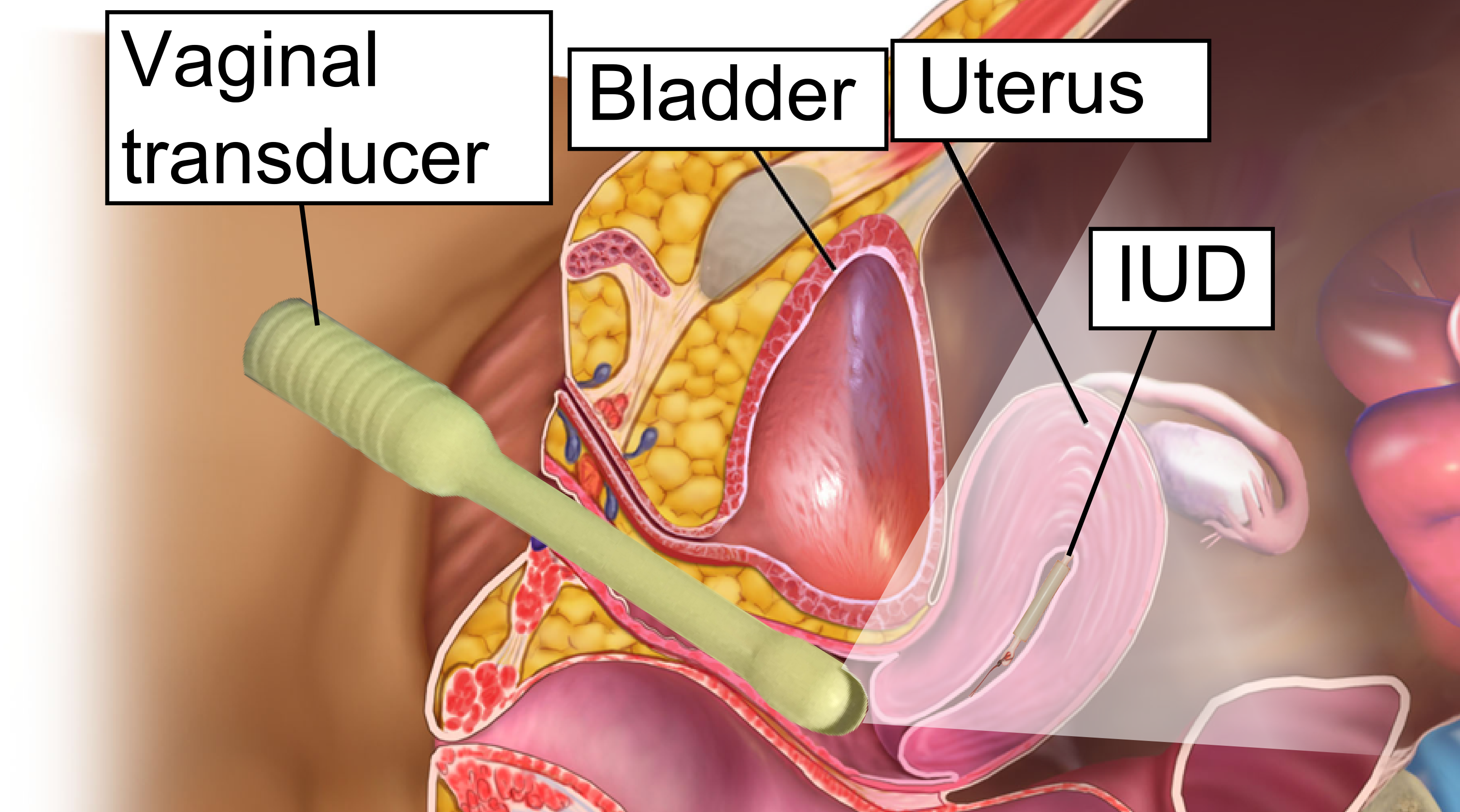
A verificação do posicionamento do DIU após a inserção deve ser semestral, por meio de consultas ao ginecologista.

É difícil prever o que a optante pelo DIU sentirá durante a inserção ou remoção do dispositivo intrauterino. Algumas mulheres descrevem a inserção como cólicas, outras como uma fisgada e outras não sentem nada. Apenas 9% das mulheres nulíparas consideraram o procedimento indolor, 72% moderadamente doloroso e 17% sentiram dor substancial com a inserção, que necessita de manejo ativo. Aproximadamente 11% das mulheres que já tiveram filhos sentem dor semelhante.
Nesses casos, os AINEs podem ser eficazes quando administrados em resposta à dor pós-inserção, mas não apresentam efeito significativo quando administrados profilaticamente. A lidocaína tópica demonstrou ser um medicamento eficaz no controle da dor quando aplicada antes do procedimento. O uso de lidocaína intrauterina (bloqueio paracervical) é subutilizado nos Estados Unidos como um método eficaz para reduzir a dor associada à inserção. Estabilizadores cervicais de sucção, como o Estabilizador Cervical de Sucção Carevix™, podem reduzir a dor associada ao procedimento de inserção.

## Prevalência e popularidade
Globalmente, 14,3% das mulheres casadas ou em união estável em idade reprodutiva (15 a 49 anos) utilizam a contracepção intrauterina como método preferido de planejamento familiar. No entanto, a adoção do DIU varia significativamente entre as diferentes regiões. Na Ásia, o DIU é particularmente popular, com 27% das usuárias de contraceptivos recorrendo a ele, enquanto na Oceania, a taxa de utilização é muito menor, de 1,8%. Geograficamente, a maioria das usuárias de DIU — mais de 80% em todo o mundo — concentra-se na Ásia, com quase dois terços (64%) dessas usuárias vivendo na China.
O uso do DIU é mais prevalente em regiões menos desenvolvidas (15,1% das mulheres) em comparação com regiões mais desenvolvidas (9,2% das mulheres). Dentro dos continentes, há variações significativas. Por exemplo, na Europa, o uso do DIU varia de 5% no sul da Europa a 16% a 28% em países como França e Escandinávia. Na África, o uso de DIU é relativamente baixo nas regiões subsaarianas (menos de 2%), mas maior no Norte da África, particularmente em países como Egito (36,1%) e Tunísia (27,8%). Nos Estados Unidos, o uso de DIU aumentou de 0,8% em 1995 para 7,2% entre 2006 e 2014. As taxas de uso de DIU também são influenciadas pela etnia nos Estados Unidos, com mulheres hispânicas mais propensas a usar DIU em comparação com mulheres brancas.
Entre os métodos contraceptivos, o DIU, juntamente com outros implantes contraceptivos, resulta na maior satisfação entre as usuárias.
Um estudo constatou que as profissionais de planejamento familiar escolhem métodos contraceptivos de longa duração com mais frequência (41,7%) do que o público em geral (12,1%).

### Uso do DIU no Brasil
Em 2023, o Ministério da Saúde divulgou nota técnica que orienta a colocação e retirada de DIU por enfermeiros, além dos médicos, que já realizavam o procedimento. Como resultado, entre 2022 e 2023, o número de inserções realizadas em unidades da atenção primária, como Unidades Básicas de Saúde (UBSs), dobrou, passando de 30 mil para 60 mil. Em toda a rede do Sistema Único de Saúde (SUS), que também inclui ambulatórios, policlínicas e hospitais, as inserções chegaram a 164,4 mil, o que representa um aumento de 43,6% em relação a 2022. Entretanto, no Brasil, a utilização de DIUs em mulheres - incluindo multíparas e nulíparas - e pessoas que menstruam permanece com taxa próxima a 3%. Apenas 1,9% das mulheres em idade fértil no Brasil usam o DIU de cobre, segundo os dados do Ministério da Saúde.

### Uso do DIU na China
Em 2012, a República Popular da China realizou 9,95 milhões (outra estatística diz 7,2 milhões) de inserções de dispositivos intrauterinos e 1,8 milhão (outra estatística diz 2,84 milhões) de remoções de dispositivos intrauterinos, resultando em 480 casos de perfuração uterina e 1.952 casos de infecção. O número de mulheres casadas em idade fértil (com menos de 50 anos) que utilizam dispositivos intrauterinos atingiu 131,85 milhões. O dispositivo intrauterino é o principal método contraceptivo na China, representando 54% de todos os métodos contraceptivos, mais de cinco vezes mais do que os preservativos.
A inserção forçada do DIU já foi uma das medidas de controle de natalidade no programa de planejamento familiar da República Popular da China. Como a inserção do DIU pode prevenir eficazmente a gravidez, ela reduz a carga de trabalho do departamento de planejamento familiar. De 1982 a 1983, quando Qian Xinzhong era o diretor da Comissão Nacional de Planejamento Familiar, ele propôs “inserir um DIU para o primeiro filho e esterilizar o segundo filho”, estabelecendo um recorde de 17,76 milhões de dispositivos intrauterinos colocados em 1983. Embora a política tenha sido um pouco flexibilizada desde então, o princípio do "primeiro filho com DIU" continua até hoje em muitas regiões. Por exemplo, o "Regulamento Provincial de População e Planejamento Familiar de Guangdong", revisado em 2014, ainda estipula que "para casais em idade fértil que tenham dado à luz um filho, a parte feminina deve dar prioridade ao uso de um dispositivo contraceptivo intrauterino; para casais que tenham dado à luz dois ou mais filhos, uma das partes deve dar prioridade à esterilização".

O centro de emissão de certificados do Departamento de Segurança Pública obriga as mulheres a inserirem DIUs, exigindo que o departamento de planejamento familiar emita um certificado de inserção de DIU como condição necessária para processar os procedimentos de registro familiar da criança, em vez de as mulheres inserirem DIUs voluntariamente. Além disso, as condições em algumas clínicas de inserção de DIU são precárias, o que pode causar complicações como infecção uterina.